# Целестинув (Опочинський повіт)
Целестинув (пол. Celestynów) — село в Польщі, у гміні Славно Опочинського повіту Лодзинського воєводства.
Населення — 85 осіб (2011).
У 1975-1998 роках село належало до Пйотрковського воєводства.

## Демографія
Демографічна структура станом на 31 березня 2011 року:
|          | Загалом | Допрацездатний вік | Працездатний вік | Постпрацездатний вік |
| -------- | ------- | ------------------ | ---------------- | -------------------- |
| Чоловіки | 42      | 9                  | 28               | 5                    |
| Жінки    | 43      | 10                 | 23               | 10                   |
| Разом    | 85      | 19                 | 51               | 15                   |